# Doryctes minutus
Doryctes minutus är en stekelart som beskrevs av Charles Thomas Brues 1933. Doryctes minutus ingår i släktet Doryctes och familjen bracksteklar. Inga underarter finns listade i Catalogue of Life.